# Loxocephala castanea
Loxocephala castanea är en insektsart som beskrevs av William Lucas Distant 1892. Loxocephala castanea ingår i släktet Loxocephala och familjen Eurybrachidae. Inga underarter finns listade i Catalogue of Life.